# John Scott Burdon-Sanderson

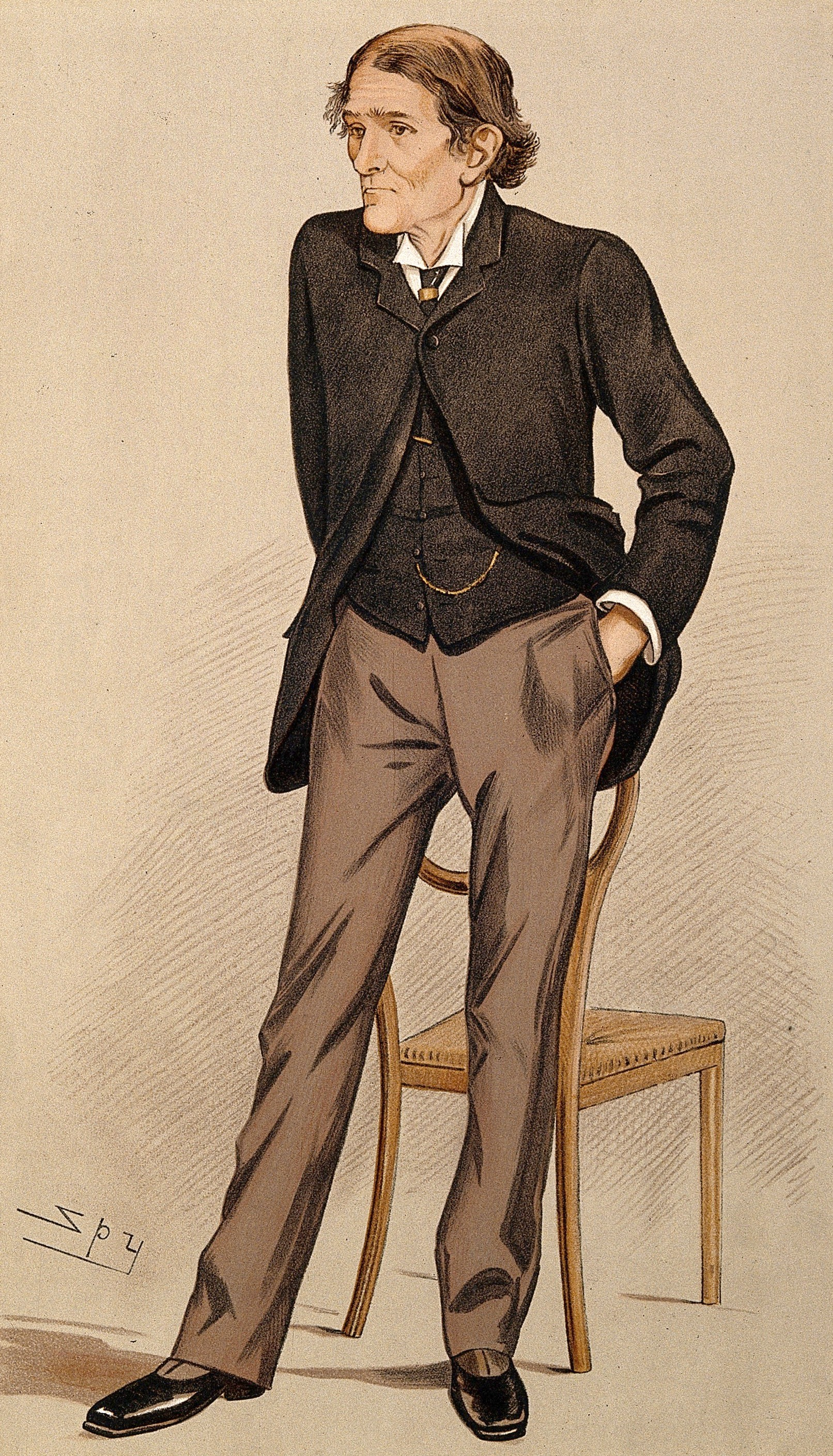
Dr. J Burdon-Sanderson
Font: 1894 Caricatura de Vanity Fair

Sir John Scott Burdon-Sanderson FRS (prop de Newcastle upon Tyne, 21 de desembre de 1828 - Oxford, 23 de novembre de 1905) va ser un fisiòleg anglès que va néixer prop de Newcastle upon Tyne. va estudiar a les universitats d'Edinburgh i de París. Establert a Londres va ser Oficial Mèdic de la Salut (Medical Officer of Health) per Paddington el 1856 i quatre anys després metge de Middlesex i de l'Hospital Reial de Brompton.

## Biografia

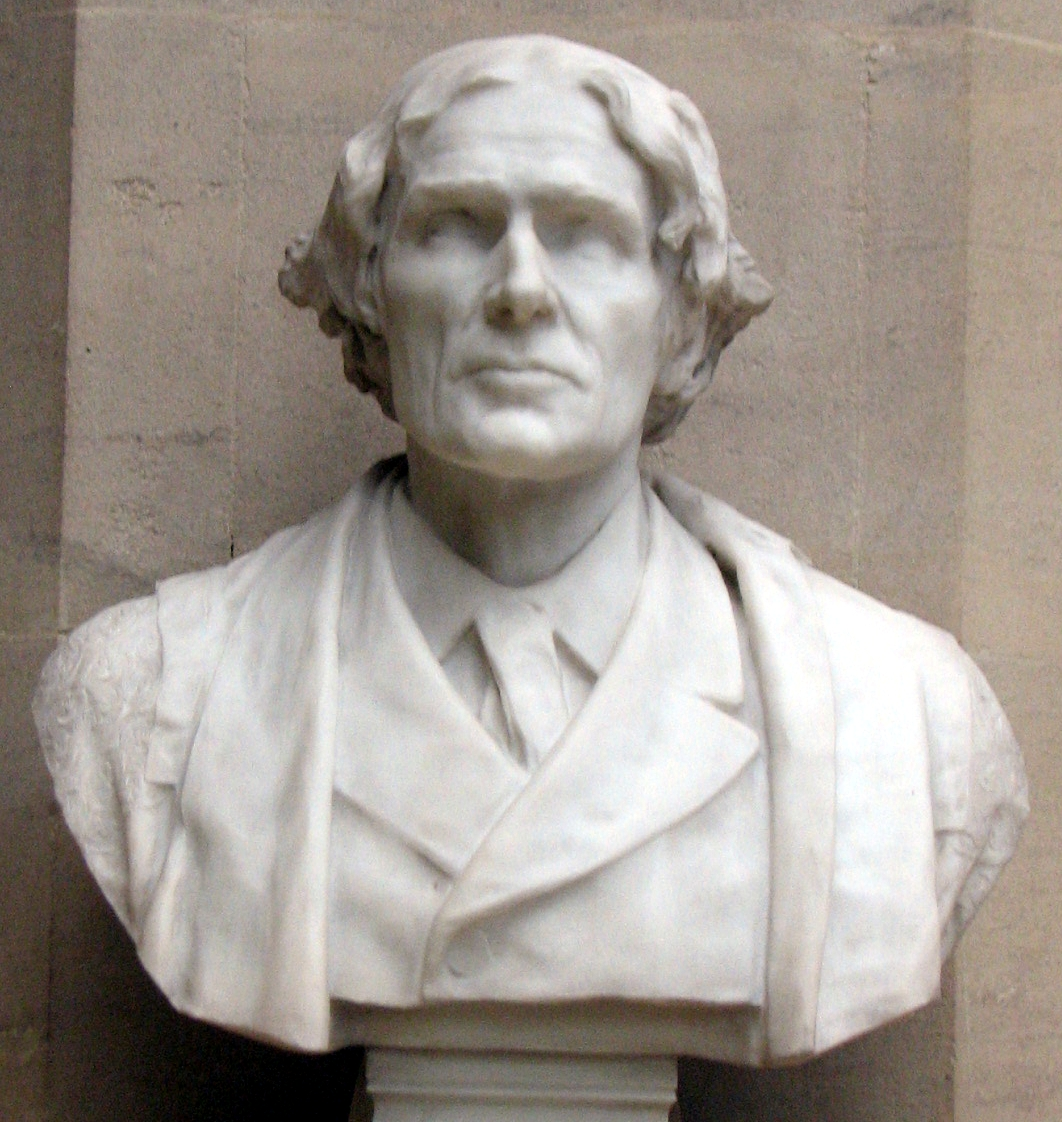
Bust de Burdon-Sanderson al musu de la Universitat d'Oxford

El 1858 va ser enviat a investigar diversos brots de diftèria i més tard del còlera. l'any 1871 va informar que el Penicillium inhibia el creixement de bacteris essent en això un dels precursor del descobriment de la penicil·lina fet per Alexander Fleming. El 1874 va ser nomenat professor de fisiologia al University College London. El 1882 la Royal Society el premià amb una Royal Medal en reconeixement de la seva recerca dels fenòmens elèctrics que mostren les plantes i de la relació dels microrganismes amb les malalties i la seva feina en fisiologia i patologia. Va tenir en contra els antiviviseccionistes, incloent-hi E. A. Freeman, John Ruskin i el bisbe Mackarness d'Oxford.
El 1899 se li va concedir el títol nobiliari de Baronet.
Morí a Oxford el 23 de novembre de 1905.